# Часовских, Сергей Иванович
Сергей Иванович Часовских (укр. Сергій Іванович Часовських; 25 февраля 1957, Шахтёрск, Донецкая область, Украинская ССР, СССР — 7 мая 2020, Видное, Московская область, Россия) — заслуженный мастер спорта СССР, чемпион СССР, России, Украины, Франции и Европы по мотоболу.

## Биография
В 1970-х годах Сергей Часовских находился в Полтаве. Играл нападающим, однажды завоевал звание лучшего бомбардира чемпионата Украины. Значился в резерве команды «Вымпел». В 1976 году Сергей Часовских стал играть за «Металлург» (Видное). Смена команды, и игра в основном составе, произошла благодаря тренеру Валерию Нифантьеву. Он попросил у команды «Вымпел» прислать в Видное одного из молодых игроков, которому гарантировал общежитие и обучение в одном из московских ВУЗов. В «Вымпеле» выбрали Сергея Часовских и спустя время он в составе команды «Металлург» 8 раз становился чемпионом СССР, получал приз лучшего бомбардира, получил приглашение играть во Франции.
Заслуженный тренер СССР Валерий Нифантьев называет Сергея Часовских лучшим спортсменов в мотоболе за всю историю этого спорта.
Сергею Часовских присвоено звание «Заслуженного мастера спорта СССР». Становился многократным чемпионом СССР, Европы и Российской Федерации.
Сергей Часовских в 2012 году награжден знаком главы городского поселения Видное «За заслуги» согласно решению Совета депутатов городского поселения Видное.
В 2015 году принимал участие в игре команд ветеранов — сборной СССР против сборной России, выступая в составе сборной СССР.
Сергей Часовских — старший тренер молодёжных команд «Металлург-2» и «Металлург-3».